# Seznam finskih hokejistov na ledu
Seznam finskih hokejistov na ledu.

## A
- Juhamatti Aaltonen
- Miro Aaltonen
- Sebastian Aho
- Ari Ahonen
- Hannu Aravirta

## B
- Niklas Bäckström

## D
- Joonas Donskoi

## E
- Mikko Eloranta

## F
- Valtteri Filppula

## G
- Tuomas Grönman

## H
- Niklas Hagman
- Riku Hahl
- Erik Hämäläinen
- Markus Hännikäinen
- Jukka Hentunen
- Juuso Hietanen
- Julius Honka
- Aarne Honkavaara

## J
- Topi Jaakola
- Hannu Järvenpää
- Joonas Järvinen
- Jussi Jokinen
- Olli Jokinen
- Timo Jutila

## K
- Tomi Kallio
- Niko Kapanen
- Jere Karalahti
- Matti Keinonen
- Joonas Kemppainen
- Mikko Koivu
- Markus Korhonen
- Joonas Korpisalo
- Kimmo Kuhta
- Lasse Kukkonen
- Jari Kurri

## L
- Sami Lähteenmäki
- Patrik Laine
- Jani Lajunen
- Ville Lajunen
- Jere Lehtinen
- Kari Lehtonen
- Mikko Lehtonen
- Tapio Levo

## M
- Tuukka Mantyla
- Pekka Marjamäki
- Antti Miettinen

## N
- Antti Niemi
- Antti-Jussi Niemi
- Jesse Niinimäki
- Antero Niittymaki
- Frederik Norrena
- Petteri Nummelin
- Pasi Nurminen

## O
- Atte Ohtamaa
- Lasse Oksanen
- Joni Ortio
- Oskar Osala

## P
- Petri Pakaslahti
- Timno Parssinen
- Esa Peltonen
- Jorma Peltonen
- Ville Peltonen
- Pasi Petriläinen
- Antti Pihlström
- Lasse Pirjeta
- Esa Pirnes
- Joni Pitkanen
- Jesse Puljujärvi
- Mika Pyörälä

## R
- Karri Rämö
- Mikko Rantanen
- Jani Rita
- Heikki Riihiranta
- Jarkko Ruutu

## S
- Eero Salisma
- Tomi Sallinen
- Pekka Saravo
- Hari Säteri
- Tommi Satosaari
- Veli-Matti Savinainen
- Kari Savolainen
- Teemu Selänne
- Toni Soderholm

## T
- Jukka Tammi
- Juhani Tamminen
- Esa Tikkanen
- Kimmo Timonen

## V
- Ossi Vaananen
- Jorma Valtonen
- Jorma Vehmanen
- Jeri Viuhkola

## W
- Juhani Wahlsten
- Jarmo Wasama
- Unto Wiitala

## Y
- Urpo Ylönen